# Fenozolon
A fenozolon (INN: fenozolone) a központi idegrendszert serkentő, a szellemi fáradtságérzést csökkentő, a memóriát javító gyógyszer.
Patkányokban in vitro
- gátolja a norepinefrin-visszavételt a hipotalamuszban és az agykéregben
- a dopamin-visszavételt a corpus striatumban(en) és az agykéregben
- a szerotonin-visszavételt a hipotalamuszban.

Tiltott doppingszer. Kozmetikai termékekben nem használható.

## Ellenjavallatok, mellékhatások
Ellenjavallatok: súlyos szív- és érrendszeri rendellenesség, epilepszia, pajzsmirigy-túlműködés, szorongás ill. korábbi anorexia.
Mellékhatások: szájszárazság, izzadás, vérnyomásemelkedés.
A fenozolont legfeljebb 6 hétig szabad szedni, és közben minél kevesebb koffeintartalmú italt fogyasztani.

## Fizikai/kémiai tulajdonságok
Kristályos anyag, mely lúgos oldatban stabil, savasban bomlékony.
LD50-értéke fehéregerekben szájon át 0,425 g/tskg.

## Készítmények
A nemzetközi gyógyszerkereskedelemben:
- Ordinator

Magyarországon nincs forgalomban.